# Wicie (województwo zachodniopomorskie)
Wicie (do 1945 niem. Vitte) – wieś w Polsce położona w województwie zachodniopomorskim, w powiecie sławieńskim, w gminie Darłowo nad jeziorem Kopań.

## Charakterystyka
Według danych z 1 stycznia 2011 roku wieś liczyła 59 mieszkańców.
Teren miejscowości jest objęty obszarem chronionego krajobrazu Koszaliński Pas Nadmorski.
W 2010 r. nadmorskie kąpielisko Wicie spełniało wytyczne wymogi jakościowe dla wody w kąpielisku Dyrektywy Unii Europejskiej 76/160/EEC.
Miejscowość Wicie położona jest na 261 km polskiego wybrzeża. W 2012 roku został w miejscowości ustawiony kamień błędnie informujący o tym, że znajduje się ona na geograficznym środku polskiego wybrzeża.
W latach 1975–1998 miejscowość położona była w województwie koszalińskim. Niewielka wieś chłopska i rybacka.

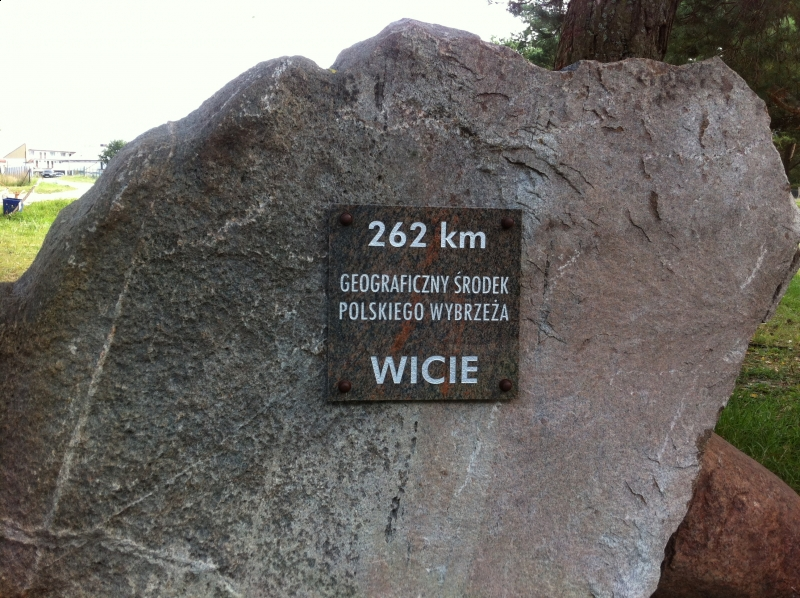
Kamień z informacją o geograficznym środek polskiego wybrzeża
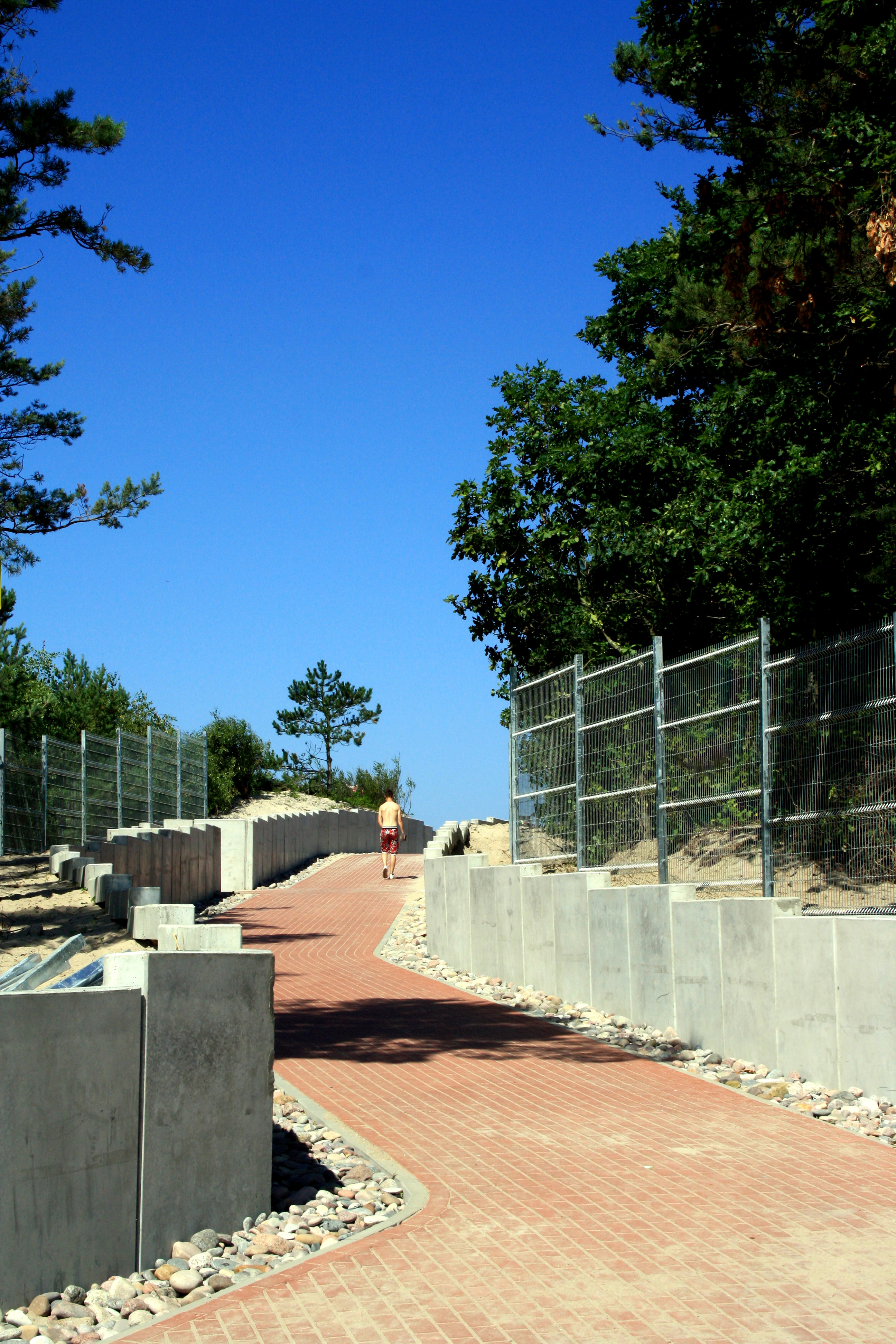
Wejście główne na plażę (2014)
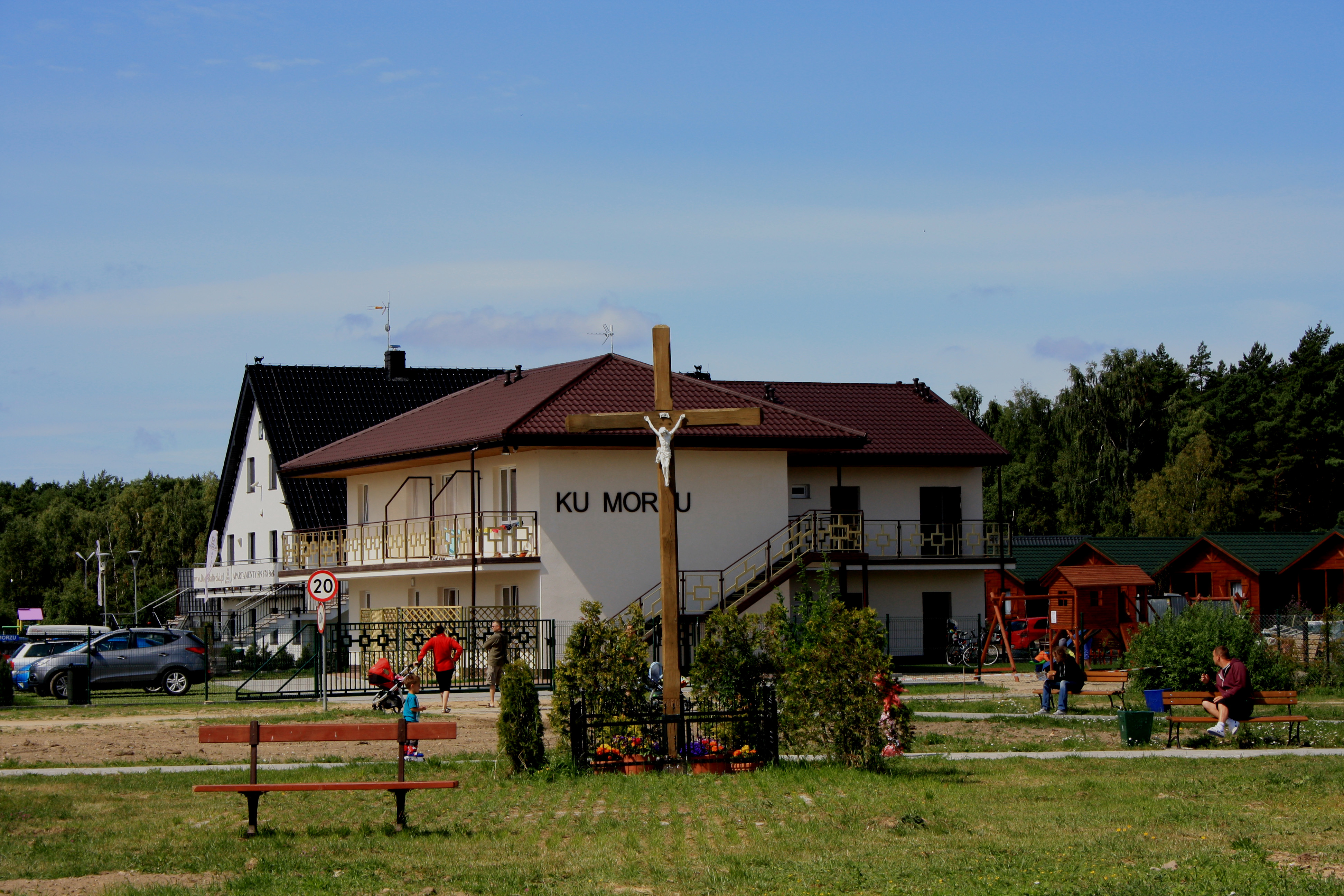
Skwer w Wiciu
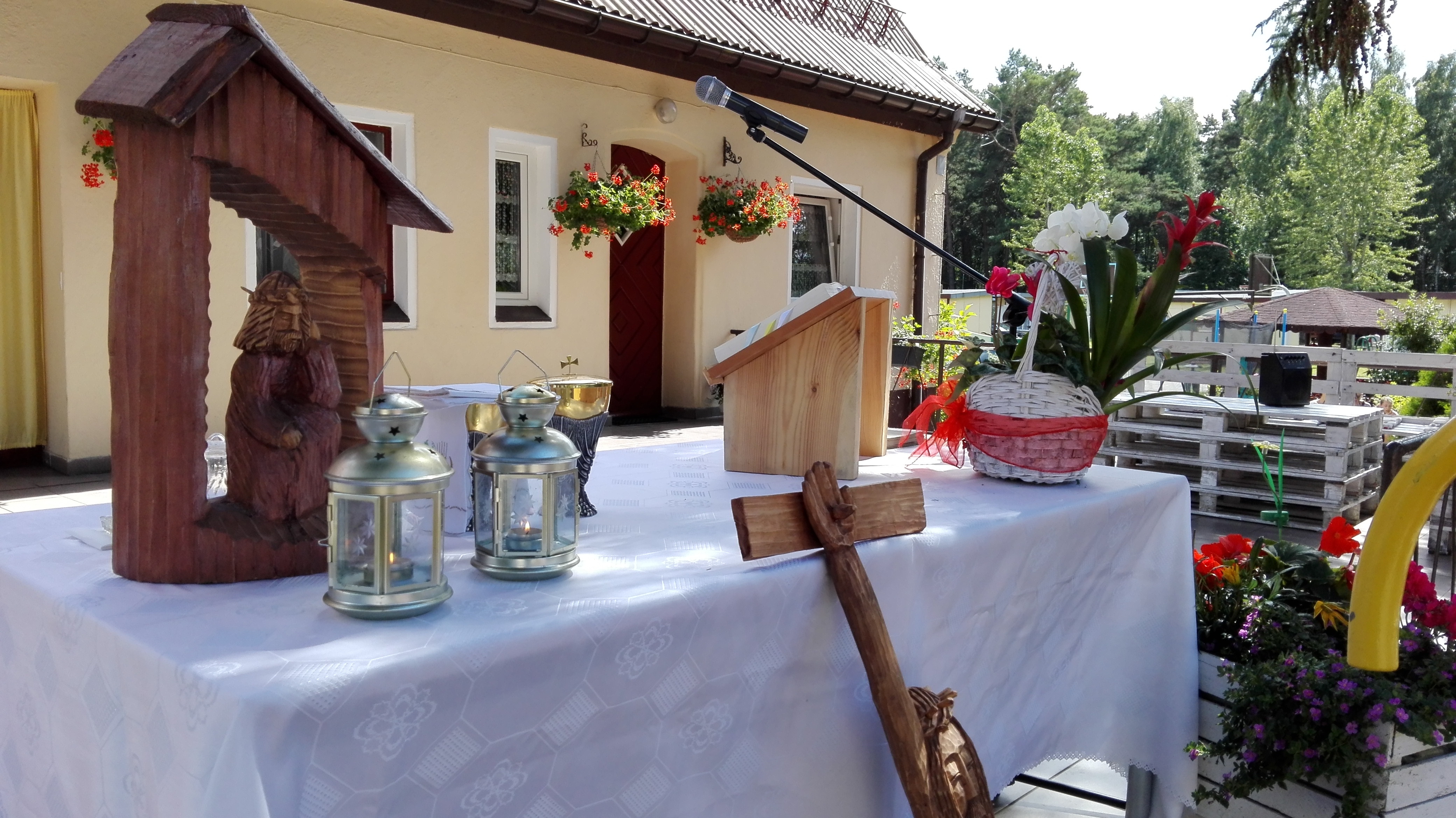
Ołtarz polowy w OW "Na Wydmach"